# L'asino (Machiavelli)

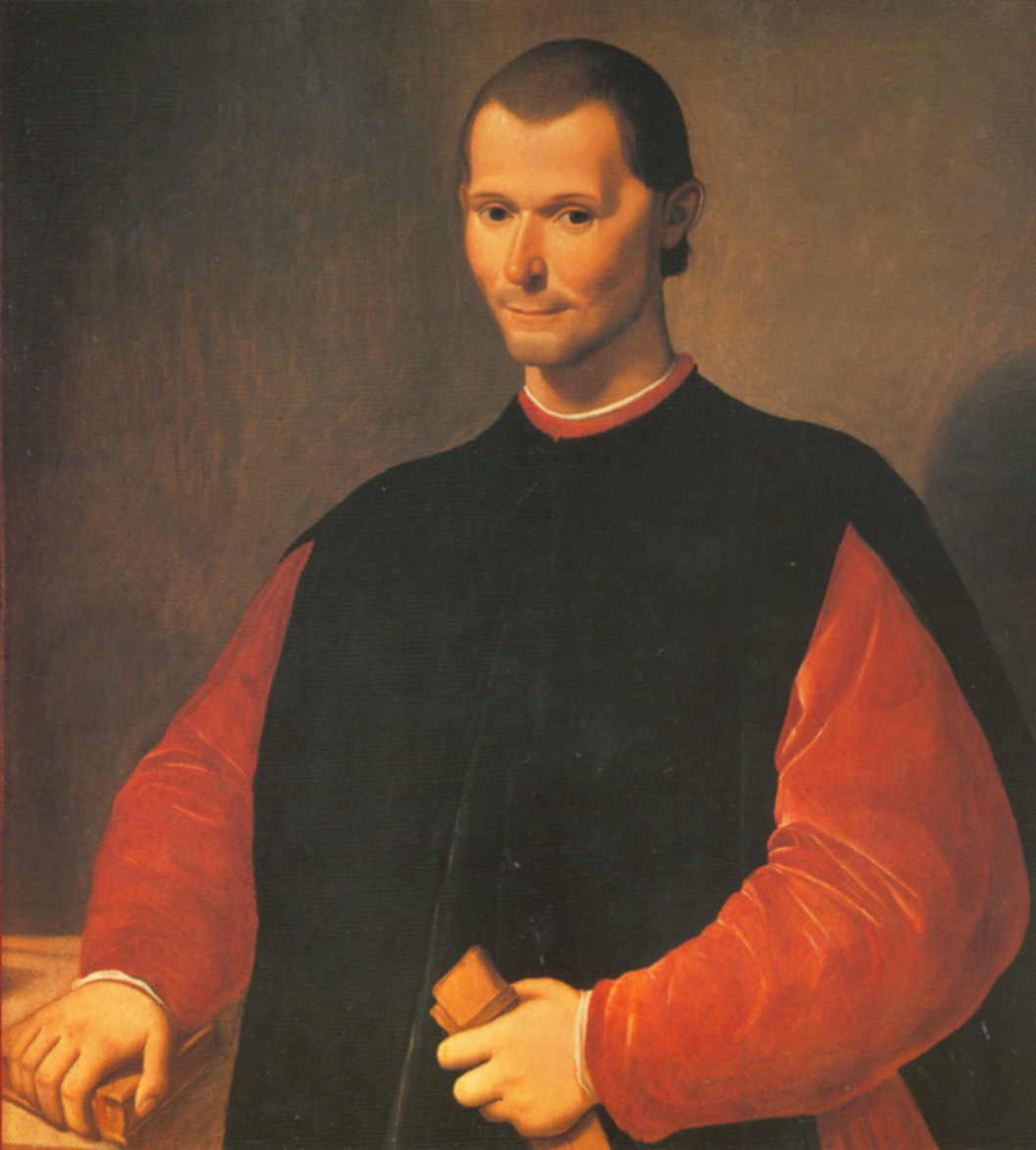
Ritratto di Machiavelli, di Santi di Tito

L'asino (impropriamente conosciuto anche come L'asino d'oro) è un poema satirico scritto da Niccolò Machiavelli nel 1517 e rimasto incompiuto. Fu pubblicato la prima volta postumo nel 1549 da Giunti. Il poema consta di otto capitoli, scritti in terzine dantesche, e può essere considerato una versione moderna del famoso Asino d'oro di Apuleio, di cui riprende il tema della metamorfosi.
L'opera è permeata di episodi grotteschi ed allegorici, cui fanno riscontro riferimenti autobiografici e accenni velati alla vita politica del tempo.

## Il pensiero nascosto di Machiavelli.

### Animalità contro umanità.
Se Pico della Mirandola riteneva che l’uomo non avesse una natura ben definita, aspirando così a diventare quasi deus oppure scendere in basso e farsi bestia, Machiavelli aveva un pensiero completamente diverso. Per lo scrittore del principe l’uomo non può diventare, necessariamente, o un essere perfetto o una bestia. La bestialità è una dimensione immanente alla natura umana, che può stare nascosta per anni e al’improvviso riemergere facendo precipitare nella barbarie e nella brutalità.
“Facilmente gli uomini si corrompono, e fannosi diventare di contraria natura, quantunque buoni e ammaestrati” (Discorsi, I, 42). Con queste parole Machiavelli sostiene che l’educazione ha un ruolo importante (non decisivo) per “addomesticare” la natura umana, evitando che gli istinti e gli appetiti travolgano la civiltà. Per Machiavelli, a differenza di quanto pensava Pico della Mirandola, non esiste la superiorità umana su quella bestiale poiché, anche quando si costruisce la civiltà o il “Vivere civile”, il destino dell’uomo rimane intrecciato inevitabilmente al’essenza animale e da questa non si potrà mai, in maniera definitiva, liberare. È questo uno dei punti decisivi che egli vuole affermare nel suo poemetto, eliminando ogni forma di argomentazione riguardo alla dignitas hominis. Quando Machiavelli parla degli uomini e li affianca agli animali non lo fa per gioco ma allude a qualcosa di più profondo, creando una specie di allegoria.

mosaico raffigurante un centauro

In questo senso, la figura che rappresenta meglio l’uomo è il centauro, mezzo uomo e mezzo bestia. Scrive così ne Il Principe: “Bisogna a uno principe sapere usare l’una e l’altra natura: e l’una sanza l’altra non è durabile” e ancora: “Sendo dunque uno principe necessitato sapere bene usare la bestia, debbe di quelle pigliare la golpe e il lione; perché il lione non si defende da’ lacci, la golpe non si defende da’ lupi. Bisogna adunque essere golpe a conoscere e’ lacci e lione a sbigottire e’ lupi. Coloro che stanno semplicemente in sul lione, non se ne intendano” In questo passo l’autore sostiene che al buon governatore serve essere ora una volpe ora un leone per far sì che prevalga ora l’astuzia e l’ingegno ora la forza e la tenacia. Gli stati fondati sulla pura forza sono instabili e fragili. È la prudenza tipica della volpe che il principe deve far sua, trasformandola in un istinto naturale; così parla Machiavelli: “Il principe che ha saputo meglio usare la golpe, è meglio capitato. Ma è necessario questa natura saperla bene colorire”.
Su questo argomento la lezione del porco nel’Asino è concorde con il pensiero dell’autore; per saper governare occorre imparare dagli animali, trasformando in qualità amministrative e politiche istinti animaleschi, come quello volpino della dissimulazione. L’animalità è insita nel’arte di governare, non se ne può prescindere. Nella foresta, come nella società sopravvive chi riesce a simulare e a ingannare gli altri. Su questo piano uomini e animali sono sullo stesso livello, anzi l’uomo dovrebbe imparare da certi comportamenti animali, se vuole difendersi dai nemici e riuscire a prevalere.
Nel’ Asino irrompe la componente autobiografica, forse quella in cui il responsabile della Seconda cancelleria si mette in scena in modo più franco e sfrontato. Un altro uomo famoso del tempo, quale Giordano Bruno, decise di usare la maschera dell’Asino in chiave autobiografica (sia lui che Machiavelli hanno attinto dal mito della maga Circe nel'Odissea). Per Bruno la scelta dell’Asino è dovuta alla sua credenza nella metasomatosi, e quindi nella possibilità di essere stato, in un'altra vita, un animale. Machiavelli invece per i "morsi" e le "mazzate" (L'Asino, I, v.16) che ha subito, dopo la caduta della Repubblica nel 1512 e per la mancanza di gratitudine per quello che ha fatto. Come un asino dopo aver portato per anni la soma a colpi di bastone da parte di irriconoscenti padroni (che in Machiavelli si identificano, verosimilmente, negli uomini di stato, Medici in particolare, che hanno ribaltato il regime repubblicano). Questo senso di ingratitudine e di ingiustizia sarà uno dei sentimenti principali che lo accompagnerà sempre e che si trasformerà in ossessione. Ad un certo punto della sua vita, Machiavelli, prese la strana prospettiva di abbandonare il regno degli uomini, uccidendosi o andando a vivere lontano, appartato e fuori dal’ambiente tossico-urbano che lo circondava. “Tempo dispettoso e tristo” “Mondo guasto” sono due espressioni utilizzate nell’Asino per indicare il suo disprezzo verso il mondo e il periodo storico che sta attraversando. Quel mezzo secolo generò infelicità e incertezza, e soprattutto l’ozio, tanto odiato da Machiavelli poiché scaturisce una grave crisi o, nei peggiori dei casi, la morte dello stato. Nel mondo degli uomini sono saltati gli schemi, i paradigmi che lo tenevano saldo; dominano ingratitudine, ferocia, l’istinto animale, la viltà e soprattutto:
“L’appetito disonesto
    dell’aver non vi tien l’animo fermo,
    Nel viver parco, civile, e modesto;”
(L'Asino, VI, vv. 58-60)
Il poeta latino Plauto scrisse un’espressione rimasta famosa fino ai nostri tempi “Homo homini lupus”: uomo lupo degli altri lupi, dovuto al fatto che l’istituzione civile non riuscì a contenere i suoi appetiti e i suoi istinti nei confronti del prossimo. L’Asino tratta di un tema molto dibattuto al tempo di Machiavelli: il rapporto tra uomini e bestie, fra umanità e bestialità (argomenti ripresi anche da Leon Battista Alberti e da Giordano Bruno, contemporaneo del Machiavelli). I tre personaggi citati sono dunque accomunati dal’interesse per il rapporto tra uomo e animale e Alberti scrive così nel Theogenius “Amiche insieme sono le tigri, amici fra loro e’ leoni, e’ lupi, gli orsi (...). L’uomo efferatissimo si truova mortale agli altri uomini e a se stessi. E troverai più uomini essere periti per cagion degli altri uomini che per tutte l’altre calamità ricevute”. Machiavelli “risponde” nel’Asino ribattendo il motivo:
“Non dà l’un porco a l’altro porco doglia
l’un cervo a l’altro: solamente uomo
l’altr’uom ammazza, crocifigge e spoglia”.
(L'Asino, VIII, vv. 139-144)

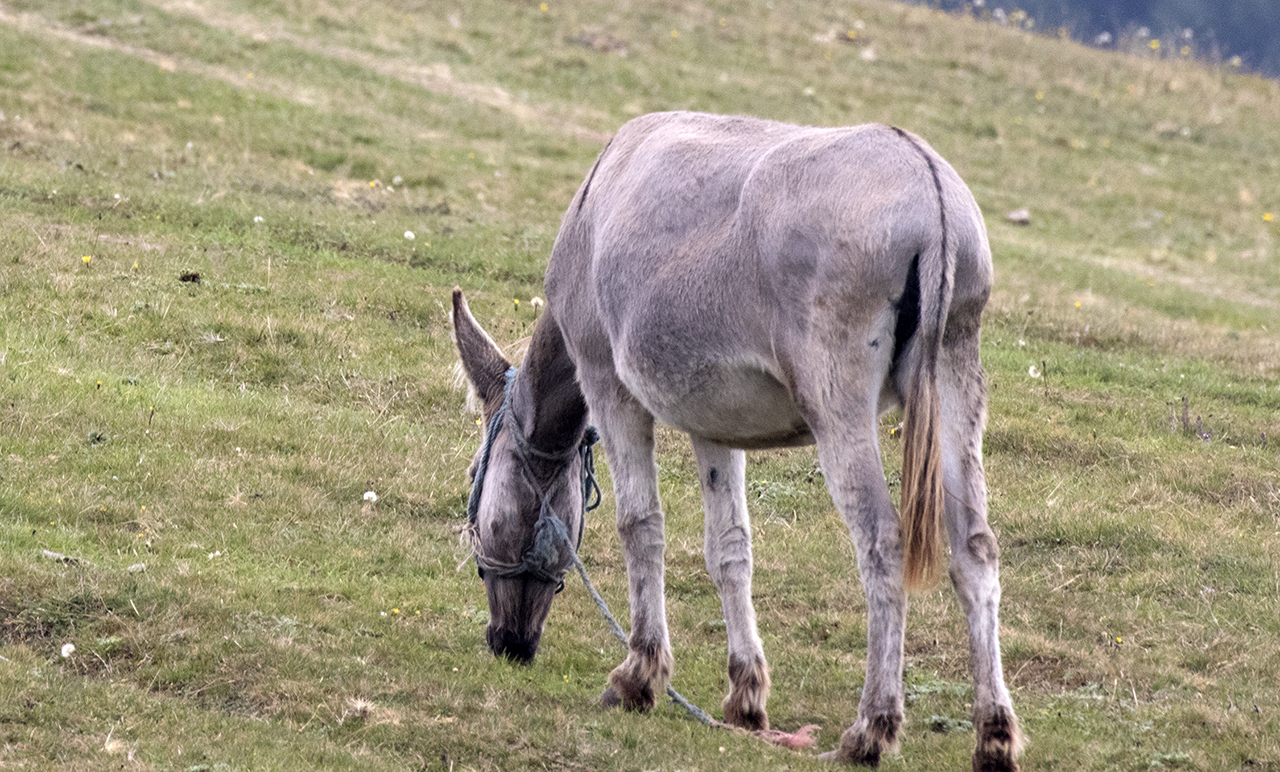
Asino (equus africanus asinus)

La scelta di incarnarsi in un asino non è banale, essa è il risultato di una complessa riflessione esistenziale, civile e politica. È soprattutto riguardo a quella politica che Machiavelli affonda le sue radici perché per egli la politica è tutto: la chiave di accesso al passato, è la sorgente di tutto l’interesse conoscitivo: senza politica, non c’è storia, e senza storia non c’è conoscenza. Tramite la politica gli interessa raggiungere il presente, capire e comprendere la crisi che avvolge da anni la penisola italiana e soprattutto la sua città natale, Firenze. Machiavelli nel testo sostiene che per trovare le cause del degrado umano nel’animalità non serva la religione; dunque non guarda al cielo per rispondersi ma guarda in basso, verso le origini della vita dove tutto ebbe inizio. Vuole comprendere quali siano i motivi che muovono la società, quei motivi che, a quanto pare, la cultura non può educare e controllare. Machiavelli come abbiamo già sottolineato in precedenza ha vissuto una vita frantumata, e si rende conto che ha perso una delle sue tante partite: riuscire a impedire che la bestialità prevalga sul’umanità.
Nel’Asino viene fuori una struttura asimmetrica, fra sapere e potere, fra capacità di comprendere e impossibilità di agire. Essa rispecchia certamente la visione del mondo pessimista di Machiavelli e il suo rapporto con la politica italiana che è giunta al termine del suo apogeo soprattutto dopo la morte di Savonarola, evento che ossessionerà lo scrittore del Principe per tutta la sua vita. L’asimmetria sopra descritta è per Machiavelli l’inferno perché l’uomo non si costruisce come tale, ma vive nel’incertezza e nella consapevolezza di non essere ciò che vorrebbe.

## Trama
l’Asino si presenta come una narrazione autobiografico-allegorica in terzina dantesca.
Il primo capitolo, che funge da proemio, indica la materia dell’opera, le peripezie attraversate dal protagonista sotto le vesti di un asino, e per tramite di una favola allegorica ne indica l’origine in una naturale  inclinazione del suo autore alla malignità.
Con il capitolo due comincia la narrazione vera e propria, ambientata nella stagione primaverile.
Nel giorno dell’equinozio, il protagonista si smarrisce, senza sapere come, in una selva oscura, dove incontra una giovane, «piena di beltade» (v. 49), seguita da un corteo di «innumerabili animali» (v. 56). Quel luogo sinistro è il regno di Circe (Machiavelli per scrivere l’opera si era servito del mito della maga) e che la donna è una sua ancella, incaricata di sorvegliare e accudire gli animali, uomini un tempo, che la maga ha mutato in bestie con la sola potenza del suo sguardo. Per sfuggire al’incantesimo di Circe, la giovane consiglia vivamente al protagonista di unirsi al corteo degli animali, diretto al palazzo della maga; per far questo è costretto però ad abbandonare la posizione eretta e a procedere a gattoni.

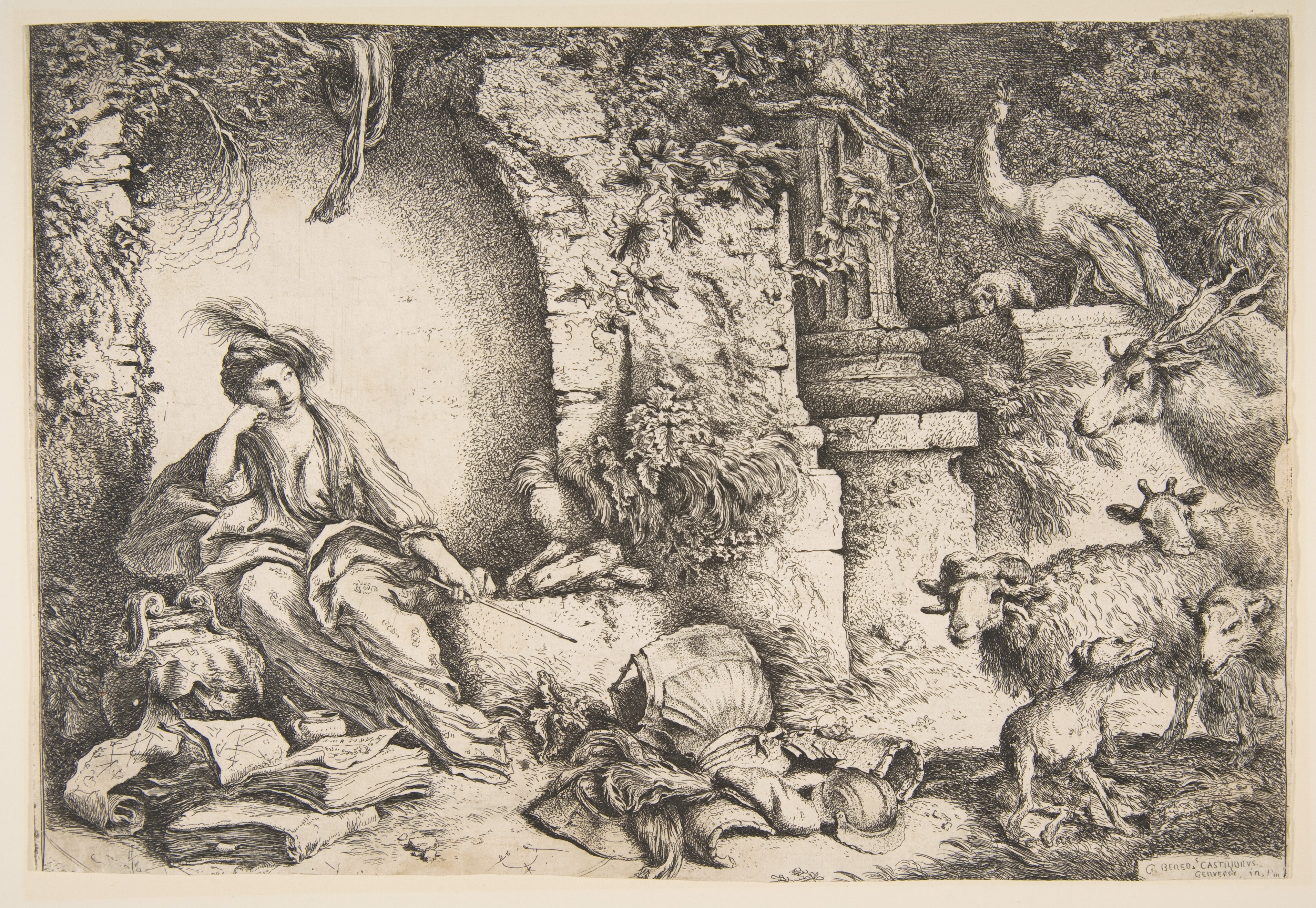
Circe

Nel capitolo tre la fanciulla lo guida al palazzo di Circe e lo informa circa il suo futuro: il destino (per l’autore è la Fortuna), lo ha colpito con particolare ferocia, ma questa sofferenza non è perenne e un giorno egli sarà di nuovo felice. Perché ciò accada è necessario tuttavia, così la provvidenza ha decretato, che egli si muti in asino e sotto forma di questo animale giri per il mondo («gir ti conviene / cercando il mondo sotto nuova pelle», vv. 116-17). Prima che la metamorfosi si compia, gli è concesso di trattenersi «alquanto tempo» nel regno di Circe, per prendere esperienza di quel luogo.
Il capitolo quattro si apre con una palese e fiera dichiarazione sia del protagonista sia dell’autore stesso, che si dice pronto a sostenere quello che la Fortuna gli ha riservato. L’ancella lo ricompensa con delle bellissime parole; dopo di che lo invita alla sua tavola, affinché possa rifocillarsi. Il resto del capitolo è occupato prima dalla descrizione minuta del corpo della giovane nel quale il protagonista rievoca sapidamente la notte di piacere trascorsa in compagnia della fanciulla dopo la vivace scena erotica.
Nel capitolo cinque vediamo la donna uscire dal palazzo, circa al’alba, per condurre al pascolo gli animali che le sono stati affidati da parte della maga. Il protagonista, rimasto solo, si immerge in una lucida e dolorosa meditazione sul «variar de le mondane cose» (v. 36) e sulle cause che conducono gli stati alla rovina, intrecciando esperienze  individuali e drammi storico-politici del suo tempo.
Con il capitolo sei riprende il filo della narrazione. La giovane pastora fa rientro al palazzo e mostra al protagonista il luogo in cui le bestie vivono. Sopra la porta della stanza adibita allo svago delle fiere sta un «simulacro»: esso raffigura, scolpito nel marmo, il trionfo di un poeta coronato d’alloro e issato sulla groppa di un elefante. Costui, avverte la donzella, è il «grande abate di Gaeta» (v. 118), poeta e giullare della corte di Leone X.
Il capitolo sette mostra l’incontro dei due con un alcuni animali, sotto le cui sembianze si nascondono, nella nuova condizione, personaggi importanti del tempo, che il protagonista deve  riconoscere.
L’ottavo e ultimo capitolo, infine, è occupato per intero dal discorso di uno degli animali di Circe, un porco, che sostiene e proclama con orgoglio la superiorità della condizione degli animali su quella degli uomini e giustifica con questo il suo rifiuto a ritornare allo stato originario. Su questo elogio della vita bestiale l’opera termina: è evidente infatti che l’esito cui approda il discorso del «fangoso animale» toglie forza e necessità alla metamorfosi del protagonista, provocando verosimilmente, l’interruzione della narrazione.